# تشارلز انثون
تشارلز انثون (بالإنجليزية: Charles Anthon)‏ هو عالم لغوي كلاسيكي أمريكي، ولد في 19 نوفمبر 1797 في نيويورك في الولايات المتحدة، وتوفي بنفس المكان في 29 يوليو 1867.